# Cadlinella
Famille
Genre
Cadlinella, unique représentant de la famille des Cadlinellidae, est un genre de nudibranches.

## Systématique
Le genre Cadlinella a été érigé par le zoologiste allemand Johannes Thiele en 1931.
Il a pour espèce type Cadlinella ornatissima,.

## Répartition
Les espèces du genre Cadlinella se rencontrent dans les eaux de la zone Indo-Pacifique.

## Description
Le genre Cadlinella se distingue des autres genres de la famille des Chromodorididae par la présence caractéristique de papilles allongées sur son dos.
Le corps est ovale. Le manteau, qui s'étend largement en cachant le pied, est ferme avec une surface spiculée de papilles larges et allongées. Les glandes du manteau sont nombreuses. Les branchies sont simples.
Les dents de la mâchoire sont unicuspides ou bicuspides. La dent centrale est denticulée sans cuspide central. La dent latérale interne présente de longs cuspides pointus. Des denticules sont présents sur les dents mi-latérales et les dents latérales externes, augmentant de 3 à 9 vers l'extérieur.

## Liste des espèces
Selon World Register of Marine Species (15 janvier 2021) :
- Cadlinella hirsuta  Rudman, 1995 - Nouvelle Calédonie[1]
- Cadlinella ornatissima  (Risbec, 1928) - Ouest de l'Indo-Pacifique tropical[1]
- Cadlinella subornatissima  Baba, 1996 - Japon[1], Corée[2]

## Publication originale
- Thiele, J. 1929-1935 : « Handbuch der systematischen Weichtierkunde ». Jena, Gustav Fischer, 1154 pp. Vol. 1 part 2: 377-778 [431].